# Hispanirhynchia cornea
Hispanirhynchia cornea är en armfotingsart som först beskrevs av Fischer in Davidson 1887.  Hispanirhynchia cornea ingår i släktet Hispanirhynchia och familjen Frieleiidae. Inga underarter finns listade i Catalogue of Life.